# Sinalco
Sinalco est une marque de boissons appartenant aujourd’hui au groupe Hövelmann (de). Ce nom désigne aussi la boisson originelle de cette gamme, une boisson gazéifiée sans alcool (soda) aux fruits, créée en 1902 dans l’Empire allemand sous le nom de Bilz-Brause, et qui a pris son nom définitif en 1905.

## Historique
En 1902 à Oberlößnitz (devenu un quartier de Radebeul) en Allemagne, le phytothérapeute Friedrich Eduard Bilz crée une boisson sans alcool rafraîchissante aux fruits exotiques, qu'il appelle « Bilz-Brause ». Produite à grande échelle à Detmold par Franz Hartmann, la Bilz-Brause connaît un succès tel que les contrefaçons se multiplient. En 1905, Friedrich Eduard Bilz décide donc de lui donner un autre nom, qui puisse être protégé. À la suite d'un concours, le nom « Sinalco » est retenu ; il s'agit de la contraction de l'expression latine « sine alcohole ».
Dès 1907, Sinalco s'exporte, en particulier en Amérique du Sud et au Proche-Orient. En 1937, le point rouge qui caractérisera dès lors la marque est créé. Pour les cinquante ans de la marque, on crée une bouteille à la forme caractéristique. Symbole commercial du produit, elle sera adaptée en bouteilles PET en 2002.
En 1981, Sinalco devient suisse. Les droits de la marque Sinalco vont à la Sibra Holding à Fribourg, qui deviendra plus tard la brasserie Cardinal. En 1991, Feldschlösschen reprend la brasserie Cardinal et avec elle, Sinalco.
En 1994, les droits inhérents à la marque à l'international sont repris par le groupe Hövelmann (de) (basé à Duisbourg en Allemagne). Cependant les droits suisses sont conservés par le groupe Feldschlösschen jusqu'en 2002. Pour la Suisse, c'est le groupe Ramseier Suisse AG qui rachète alors ces droits. Sinalco a fêté ses cent ans en 2005 ; c'est une boisson consommée dans 85 pays.[réf. nécessaire]

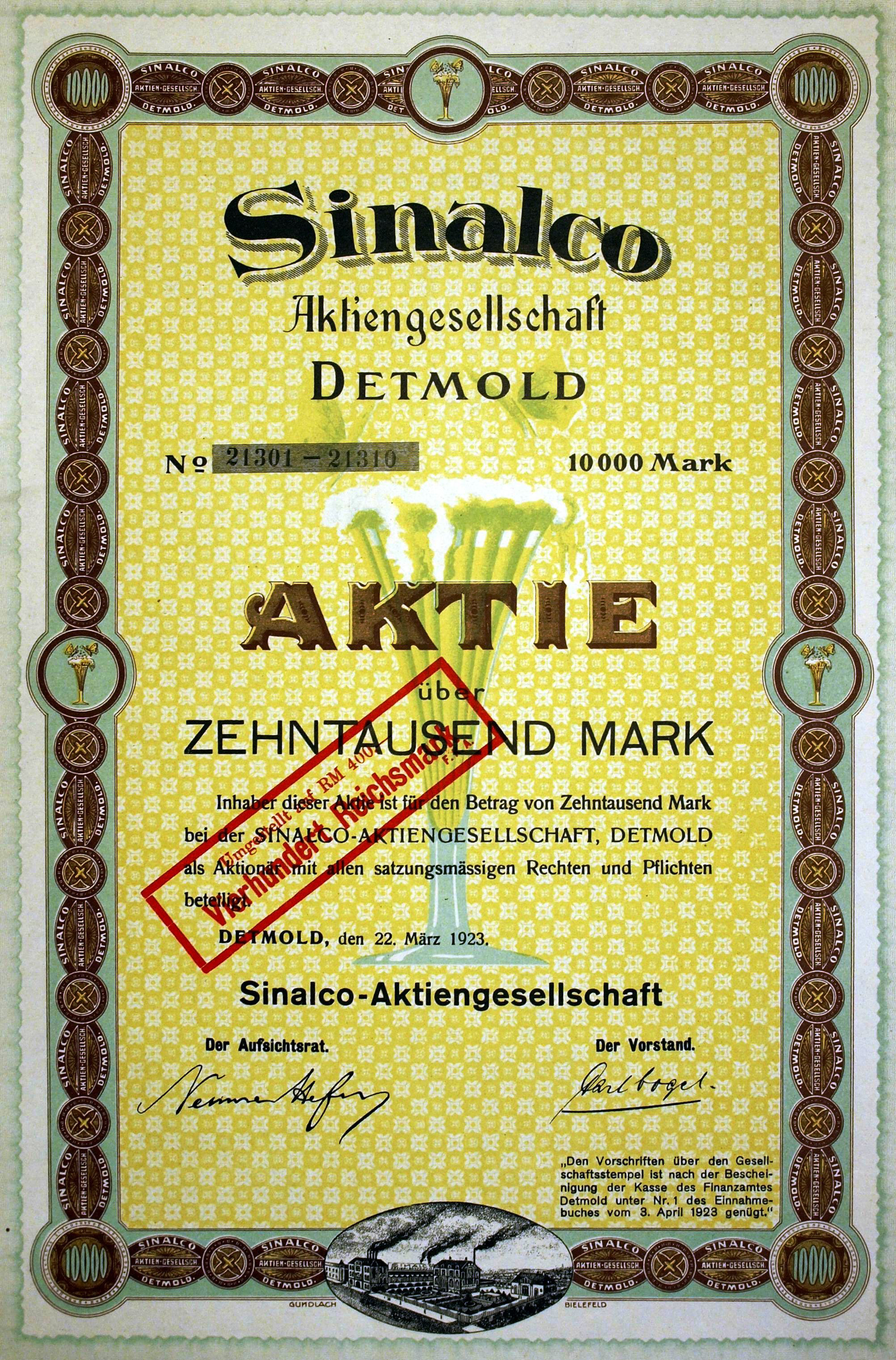
Actions de Sinalco de 10 000 marks datées au 22 mars 1923.
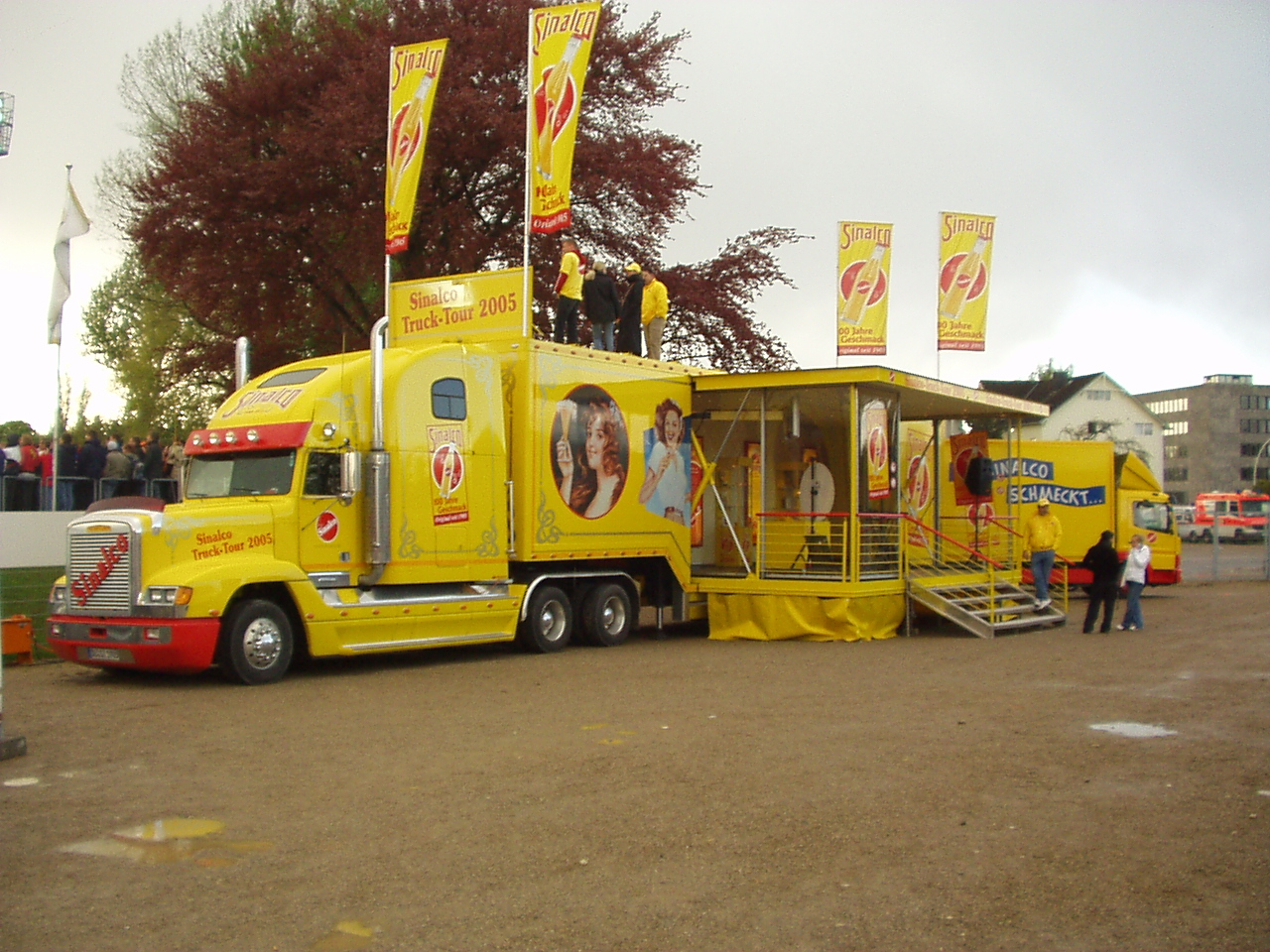
Véhicule publicitaire de Sinalco en 2005.
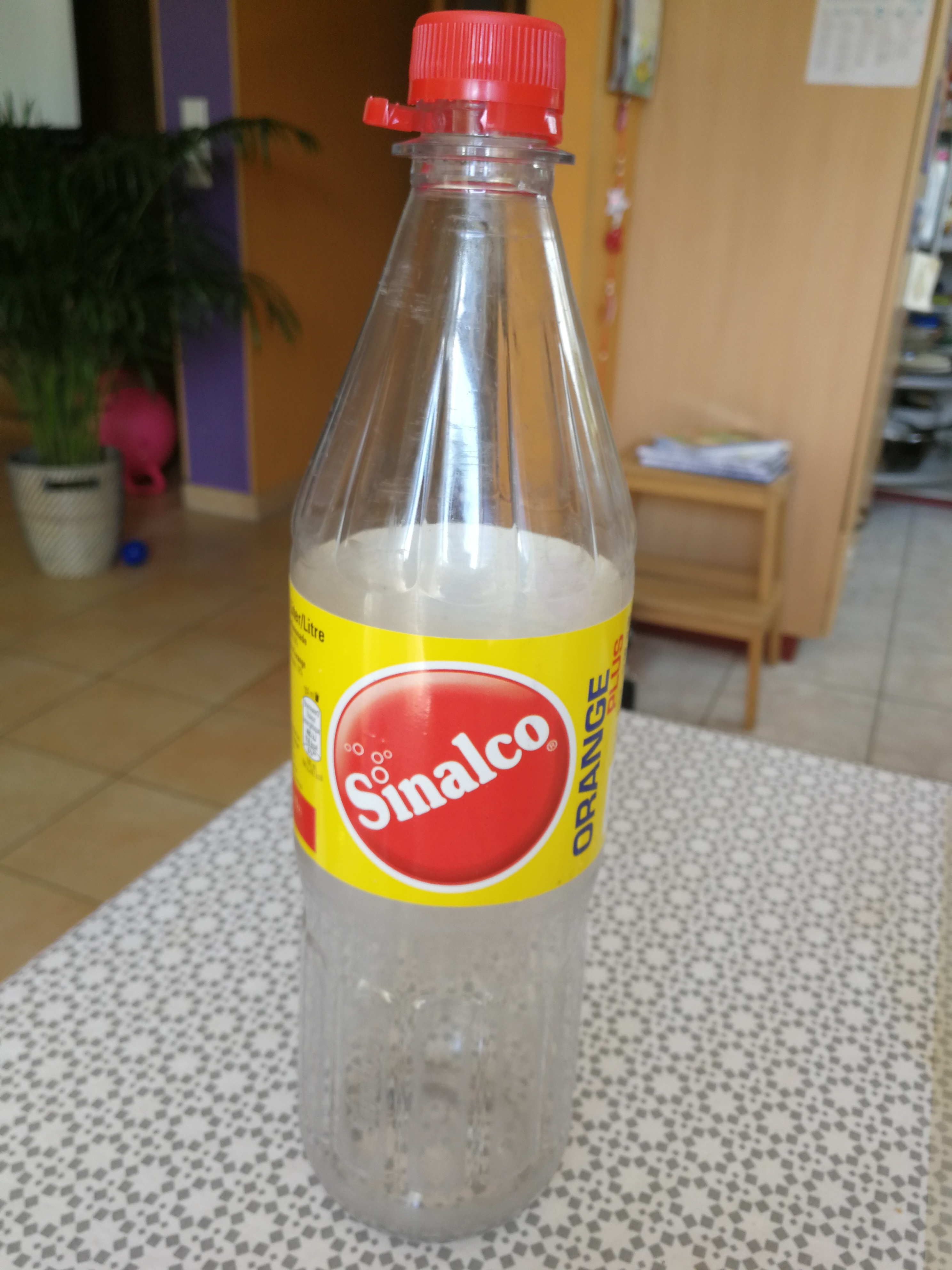
Bouteille de Sinalco orange.

## Produits
Outre le produit original, vendu depuis 1905, Sinalco se décline aujourd'hui en arômes divers : orange, citron, cola, pomme, fruits des bois ou fruit de la passion. Il en existe également des versions light et lemon. Pour le cola, elle est une des deux marques suisses de cola alternatif avec le Vivi Kola.

### En Suisse
- Sinalco Original (depuis 1905)
- Sinalco Original Zero (depuis 2007)
- Sinalco Red (depuis 2005)
- Sinalco Ice Tea (depuis 2009)
- Sinalco Cola (depuis 2009)
- Sinalco Cola Zero (depuis 2009)
- Sinalco Passionsfrucht (depuis 2014)

### À l'international
- Sinalco
- energi s
- Ice Tea
- Sinalco Sport (sans sucre et non-gazeux)
- Aquintéll (eau minérale)
- sinetta
- Bitter Range
- Sinco